# Advanced Power Management

Schichten in APM

Advanced Power Management (APM) ist ein Standard für Energiesparmethoden für Personal Computer, der von Intel und Microsoft entwickelt und 1992 eingeführt wurde.
Gegen Ende der 1990er Jahre wurde APM vom Nachfolgestandard Advanced Configuration and Power Interface (ACPI) ersetzt und verdrängt.

## Funktion
Konzeptuell sieht das Advanced Power Management im Gegensatz zu Advanced Configuration and Power Interface vor, die Energiesparfunktionen hauptsächlich durch das BIOS und die Hardware verwalten zu lassen. Das Energiesparen verläuft dabei größtenteils transparent für das Betriebssystem.
APM spezifiziert verschiedene Aktivitätsmodi. Je höher der Modus, desto mehr Bestandteile des PCs werden in einen Energiesparmodus geschaltet, wodurch mehr Energie gespart wird aber auch die so genannte „Aufwachzeit“ verlängert wird. Häufig werden weitere Energiesparstandards daran gekoppelt (zum Beispiel Display Power Management Signaling (DPMS) für Bildschirme und ATA/ATAPI für Festplatten), das ist jedoch nicht Teil des eigentlichen Standards.
Die nachfolgende Tabelle enthält übliche Modi des Advanced Power Management.
| Aktivitätsmodus | Bezeichnung | Beschreibung |
| --------------- | ----------- | --- |
| „S1“            | full-on     | Normaler Betriebsmodus, alles ist eingeschaltet. |
| „S2“            | stand-by    | Einige Geräte werden abgeschaltet, meist nur die, die eine schnelle Aufwachzeit bieten.                                                                               |
| „S3“            | suspend     | Mehr Geräte werden abgeschaltet. |
| „S4“            | sleep       | Inhalt des Arbeitsspeichers wird auf der Festplatte gesichert und anschließend abgeschaltet. Dafür ist die Unterstützung des Betriebssystems notwendig. (Ruhezustand) |
| „S5“            | full-off    | Vollständige Abschaltung aller Komponenten, nur die für das Wiederanschalten nötigen Komponenten bleiben aktiv (zum Beispiel der Betriebsschalter). (Soft-Off)        |

Möglichkeiten zum Energiesparen in den Komponenten gibt es zudem durch vollständiges Abschalten, teilweises Ausschalten (zum Beispiel Festplatten, bei denen häufig lediglich der Motor, aber nicht die Elektronik abgeschaltet wird) oder Leistungsreduzierung (zum Beispiel am Hauptprozessor; einige neuere Modelle bieten die Möglichkeit, die Betriebsfrequenz und -spannung zu drosseln, was die Geschwindigkeit und den Stromverbrauch reduziert.)
Der Wechsel zu einem höheren Modus wird häufig durch eine bestimmte Zeit der Inaktivität des Benutzers veranlasst, manche Rechner bieten auch einen besonderen Schalter. Oft kann auch ein Programm den Modus bestimmen, meist ist aber die Steuerung dem BIOS vorbehalten, mit einem gewissen Einfluss des Betriebssystems. Basiseinstellungen können daher oft im CMOS-Setup-Programm vorgenommen werden.